# Брюхово (сільське поселення присілок Брюхово)
Брюхово (рос. Брюхово) — присілок в Мединському районі Калузької області Російської Федерації.
Населення становить 58 осіб. Входить до складу муніципального утворення Присілок Брюхово.

## Історія
Від 2004 року входить до складу муніципального утворення Присілок Брюхово.

## Населення
| 2002 | 2010 |
| ---- | ---- |
| 78   | ↘58  |